# 타쿠아라 민족주의 운동

타쿠아라 민족주의 운동의 기.

타쿠아라 민족주의 운동(Movimiento Nacionalista Tacuara, MNT, Tacuara Nationalist Movement)은 아르헨티나의 극우 파시스트 운동이자 정당이었다.

## 같이 보기
- 아르헨티나의 역사
- 더러운 전쟁
- 국민주의자전선 조국과 자유
- 페론주의
- 호세 로페스 레가